# Nicomedia

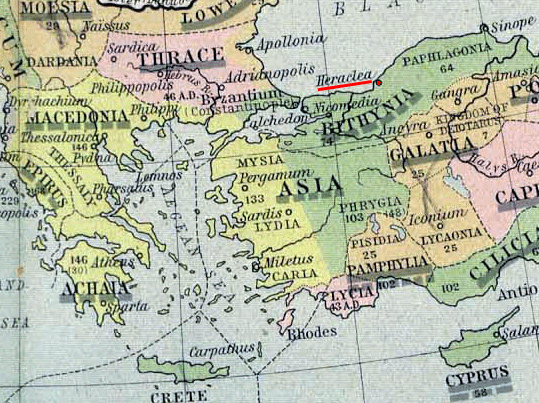
Nicomedia, donde desemboca el golfo de Ástaco (hoy golfo de Izmit), al sur de Heraclea Póntica. (El punto que se halla a la izquierda de la palabra Nicomedia es la ciudad de Calcedonia).

Nicomedia (en griego antiguo: Νικομήδεια, romanizado: Nikomếdeia) fue una antigua ciudad de Anatolia, capital del reino de Bitinia, que es la actual ciudad de Izmit en Turquía. Aníbal Barca se suicidó en esta ciudad en 183 a. C. y el historiador Arriano nació allí hacia el año 90.
Fue fundada en el 264 -263 a. C., por el rey Nicomedes I de Bitinia, de quien tomó el nombre. Probablemente se ubicó en las proximidades del emplazamiento de la antigua ciudad de Olbia, que algunos identifican con la ciudad de Ástaco (colonia de Megara) cabeza del golfo de Ástaco (que se abre en la Propóntide). 
Nicomedia fue la metrópoli de Bitinia bajo el Imperio romano (véase Nicea), y Diocleciano la convirtió en la principal ciudad del Imperio romano de Oriente, adornándola de espectaculares construcciones. Constantino el Grande estableció allí su residencia. Fue centro jurídico y el lugar donde el concilio provincial se reunía para celebrar las ceremonias del culto imperial.
Fue destruida, en 111, por un devastador incendio, que causó numerosas víctimas, debido a la ausencia de bomberos, como dice Plinio el Joven en una de sus cartas a Trajano:

(…) un incendio devastador destruyó en Nicomedia muchas casas de particulares y dos edificios públicos, la Gerusia y el templo de Isis... señor, considera si crees que ha de crearse una asociación de bomberos de un máximo de ciento cincuenta hombres.
Plinio el Joven

Trajano rechazó la sugerencia de Plinio, por la creencia de que este tipo de asociaciones, desviadas de su propósito inicial, se convirtieran en un foco de opositores políticos: 

No debemos olvidar que esa provincia y más concretamente esa ciudad ha sido víctima de asociaciones de esa naturaleza. Cualquiera que sea el nombre que le demos a los que se han reunido en ellas, cualquiera que sea su fin, se convertirán igualmente en heterías y en poco tiempo.
 Trajano

Según algunas hagiografías, fue la ciudad natal de la mártir cristiana santa Bárbara en el siglo III.
En el 311 fue sede del Edicto de Tolerancia llevado a cabo por el emperador romano Galerio, que lo promulgó poniendo fin a las medidas represivas contra los cristianos por parte del Imperio romano. Así, el cristianismo, pasó a ser una religio licita, es decir, una religión permitida aunque no la oficial y única del Imperio. Por tanto, este edicto constituye el primer reconocimiento legal del Cristianismo.
Durante el siglo IV, Nicomedia fue un lugar clave del arrianismo.
Fue devastada por pueblos turcos poco antes de la llegada de los contingentes de la Primera Cruzada, que hicieron allí una etapa en su trayecto hacia Nicea.
Debe su posición a la convergencia de carreteras asiáticas hacia la nueva capital, por lo que retuvo su importancia incluso después de la fundación de Constantinopla y de su propia captura por los turcos en 1338.